# Тёркел, Джо
Джо Тёркел (англ. Joe Turkel, 15 июля 1927, Бруклин, Нью-Йорк, США — 27 июня 2022, Санта-Моника, США) — американский актёр кино и телевидения, наиболее известен по ролям в фильме «Бегущий по лезвию» (1982) Ридли Скотта, а также в трёх фильмах Стэнли Кубрика: «Убийство» (1956), «Тропы славы» (1957), «Сияние» (1980).

## Биография
Родился в Бруклине (Нью-Йорк, США) 15 июля 1927 года. Когда ему было шестнадцать лет, он присоединился к армии Соединённых Штатов. Во время Второй мировой войны служил в Европейском Театре Военных Действий (ETOUSA). После войны стал актёром. Начиная с 1949 года снялся в более чем 93 картинах. Его первый фильм — «Меч в пустыне». Завершил карьеру актёра в 1998 году. В некоторых фильмах в титрах указан как Джозеф Тёркел (англ. Joseph Turkel).
В интервью 2014 года Тёркел признался, что его любимый фильм из собственной фильмографии — «Тропы славы».
Проживал в Южной Калифорнии, занимался написанием сценариев. Скончался на 95-м году жизни 27 июня 2022 года в Санта-Монике.

## Фильмография
- Меч в пустыне (1949) — солдат Хаган (в титрах не указан)
- Город за рекой (1949) — Шимми Стоктон
- Джонни-стукач (1949) — коридорный (в титрах не указан)
- Маскировка ангелов (1949) — Джонни Мэттон
- Счастиливые неудачники (1950) — Джонни Анджело
- Федерал (1950) — Джек «Чих» Нортон
- Любовь втроём (1950) — Бенни
- Саутсайд 1-1000 (1950) — Фрэнки
- Дворцы Монтесумы (1951) — моряк (в титрах не указан)
- Примкнуть штыки! (1951) — солдат (в титрах не указан)
- Со звёздами на борту (1951) — мусорщик (в титрах не указан)
- Укрыться среди пальм (1953) — рядовой Харрис (в титрах не указан)
- Стеклянная стена (1953) — Фредди Закойла
- Скромный случай воровства (1953) — вооружённый разбойник (в титрах не указан)
- Сумасшедший (1953) — Рэй
- Даффи из Сан-Квентина (1954) — Фрэнк Робертс
- Цыганский Кольт (1954) — Чак (в титрах не указан)
- Возвращение в море (1954) — солдат (в титрах не указан)
- Человеческие джунгли (1954) — мужчина в капюшоне (в титрах не указан)
- Бамбуковая тюрьма (1954) — P.O.W. (в титрах не указан)
- 2455, камера смертников (1955) — Карли (в титрах не указан)
- Мировое безумие (1955) — Пит Джонсон
- Нагая улица (1955) — Шимми
- Люси Галлант (1955) — один из друзей пилота Кейси (в титрах не указан)
- Внутри Детройта (1956) — Пит Линк
- Убийство (1956) — Тини
- Гордый и светский (1956) — пациент с картами (в титрах не указан)
- Дружеское увещевание (1956) — неудачник (в титрах не указан)
- Тени в окне (1957) — бездельник (в титрах не указан)
- Морские ведьмы (1957) — Чик
- Красавчик Джеймс (1957) — репортёр (в титрах не указан)
- Это случилось в полночь (1957) — танцор (в титрах не указан)
- Джинн Иглс (1957) — Эдди, репортёр (в титрах не указан)
- Дом чисел (1957) — осуждённый (в титрах не указан)
- Тропы славы (1957) — рядовой Пьер Арно
- Зверь в Будапеште (1958) — Мартин
- История Бонни Паркер (1958) — Чак Дарроу
- Дело против Бруклина (1958) — Хенчмен Монте
- Запрещено! (1959) — пехотинец
- Уорлок (1959) — Чет Хаггин (в титрах не указан)
- Возвращение Джетса (1959) — Хенли
- Фиолетовая банда (1959) — Эдди Олсен
- Визит на маленькую планету (1960) — Малкольм (в титрах не указан)
- Мальчик и пираты (1960) — Абу Джин
- Замученный (1960) — Ник, шантажист
- Портрет гангстера (1961) — Джо Ноэ
- Желтая канарейка (1963) — полицейский
- Джонни Кул (1963) — хулиган (в титрах не указан)
- Саквояжники (1964) — репортёр (в титрах не указан)
- Комбат! (1965) — рядовой Климмер
- Деревня гигантов (1965) — шериф
- Король крыс (1965) — Дино
- Песчаная галька (1966) — Симан Бронсон
- Резня в день Святого Валентина (1967) — Джейк «Сальный Большой палец» Гэзик
- Крысиный патруль (1967) — капитан Брюнер
- 8 дьяволов (1969) — Сэм
- Кричи! (1969) — мужчина (в титрах не указан)
- Пятеро дикарей (1970) — Пейот
- Шестьсот шестьдесят шесть (1972) — полковник Фергюсон
- Блэк Джек (1972) — Корацца
- Дикое похищение (1973) — Гарри
- Пленник второй авеню (1975) — мужчина наверху (в титрах не указан)
- Гинденбург (1975) — детектив Мур
- Обязательства (1976) — Джулс
- Какой путь вверх? (1977) — Гарри Боукрайт
- Сияние (1980) — Ллойд
- Бегущий по лезвию (1982) — доктор Элдон Тайрелл
- Сказки тёмной стороны (1985) — доктор Харма
- Тёмная сторона Луны (1990) — Пакстон Уорнер

## Политические взгляды
Называл себя «либеральным прогрессивным демократом».